# Pazifische Taifunsaison 2008
Die Pazifische Taifunsaison 2008 hatte im Gegensatz zur Pazifischen Hurrikansaison keine offiziellen Grenzen, sondern lief das ganze Kalenderjahr hindurch. Die meisten tropischen Wirbelstürme bilden sich im nordwestlichen Pazifischen Ozean allerdings zwischen Mai und November.
Tropische Stürme, die sich auf der Nordhalbkugel im Pazifischen Ozean westlich der Datumsgrenze bildeten, nennt man Taifune. Die sich 2008 im Pazifischen Ozean östlich der Datumsgrenze und nördlich des Äquators gebildeten Hurrikane sind Gegenstand der Pazifischen Hurrikansaison 2008. Tropische Wirbelsturmsysteme, die mindestens die Stärke eines tropischen Sturmes erreichen, werden im gesamten westlichen Pazifik durch die Japan Meteorological Agency mit einem Namen versehen. Hurrikane, die aus dem Verantwortungsbereich des Central Pacific Hurricane Centers über die Datumslinie nach Westen wandern, behalten ihren Namen. Alle tropischen Tiefdrucksysteme erhalten durch das Joint Typhoon Warning Center der Vereinigten Staaten eine Nummer, der für Systeme im westlichen Pazifik ein „W“ angehängt wird. Tropische Tiefdruckgebiete, die sich innerhalb des Verantwortungsbereiches der Philippine Atmospheric, Geophysical and Astronomical Services Administration (PAGASA) bilden oder in dieses Gebiet wandern, werden von dieser Behörde mit einem nur für die Philippinen gültigen Namen versehen. Dies kann dazu führen, dass benannte Stürme unter zwei verschiedenen Namen bekannt sind.

## Saisonprognosen
Seit der Pazifischen Taifunsaison 2000 erstellt das Laboratorium für atmosphärische Forschung an der City University of Hong Kong (CUHK) Prognosen über die erwartete Zahl tropischer Wirbelstürme, der benannten Stürme und der Stürme, denen durch die JMA der Status eines Taifuns zugeteilt wird. Es wurden zwei Vorhersagen veröffentlicht, eine im April und eine aktualisierte im Juni.
Die diesjährige Saison wurde durch die CUHK etwas aktiver eingeschätzt als die des Vorjahres. Eine durchschnittliche Saison besteht aus 31 tropischen Wirbelstürmen, von denen 27 benannt werden und 17 zu Taifunen werden. In der April-Prognose sagte die CUHK 33 tropische Wirbelstürme voraus, davon 30 benannte. Die Zahl der Wirbelstürme, die Taifunstärke erreichen, wurde mit 19 vorausgesagt. Am 24. Juni bestätigte das Laboratorium seine im April gemachte Prognose ohne Veränderung.

## Stürme

### JTWC Tropische Depression 01W
In der zweiten Januarwoche bildete sich westlich der Philippinen langsam eine tropische Störung, die am 13. Januar vom Joint Typhoon Warning Center zum Tropischen Tiefdruckgebiet 01W erklärt wurde. Die JMA beobachtete das System, klassifizierte es jedoch nicht als tropisches Tiefdruckgebiet. Nach Ansicht des JTWC verstärkte sich das System in der Frühe des 14. Januars zu einem tropischen Sturm, ließ aber in der Intensität im Tagesverlauf wieder nach. Am Morgen des 15. Januars gab das JTWC zunächst seine letzte Warnung zu diesem System aus; das System konnte aber wieder an Stärke gewinnen und wurde ab 21:00 Uhr UTC an diesem Tag erneut als tropisches Tiefdruckgebiet geführt. Da sich das System aber nicht weiter intensivierte, gab das JTWC am 16. Januar um 15:00 Uhr UTC zum zweiten Mal eine letzte Warnung auf dieses System aus.

### Taifun Neoguri (Ambo)
Am 11. April befand sich zwischen Palau und Yap ein Tiefdruckgebiet, das Konvektion ausbildete. Eine oberflächennahe Zirkulation entwickelte sich in der Nähe von Mindanao. Am 14. April bildete sich daraus nördlich von Zamboanga City ein tropisches Tiefdruckgebiet, das westwärts zog und sich im Südchinesischen Meer am 15. April zu einem tropischen Sturm verstärkte. Die Japan Meteorological Agency wies dem ersten offiziellen Sturm der Saison den Namen Neoguri zu; für das Joint Typhoon Warning Center handelte es sich bei Neoguri bereits um den zweiten Sturm der Saison. In der Frühe des 16. Aprils wurde Neoguri durch die JMA zum Schweren tropischen Sturm und einige Stunden später zum Taifun hochgestuft.
Auf seinem Weg nach Norden schwächte sich der Taifun ab und beim Auftreffen auf das Festland in der Provinz Guangdong erreichte Neoguri nur noch den Status eines schwachen tropischen Sturmens; sowohl JTWC als auch JMA gaben deswegen ihre letzten Warnungen zu diesem System aus.
Als der Taifun sich der Provinz Hainan näherte, wurden etwa 120.000 Bewohner niedrig gelegener Gebiete evakuiert. Nach den Angaben des Chinesischen Amts für Meteorologie handelte es sich bei Neoguri um den jahreszeitlich frühesten Taifun, der Auswirkungen auf China hatte (der vorherige Rekordwert war durch Taifun Wanda am 3. Mai 1971 gesetzt worden). Nach dem Durchzug des Wirbelsturmes konnten zunächst 42.000 Personen nicht in ihre Häuser zurückkehren, 18 chinesische und 22 vietnamesische Fischer blieben nach dem Sturm vermisst. In der Volksrepublik China wurde der Tod von drei Personen bestätigt.
Der Name Neoguri wurde durch Südkorea vorgeschlagen und ist der Name für einen Marderhund. PAGASAs Name für dieses System war Ambo.

### Taifun Rammasun (Butchoy)
In der Frühe des 7. Mai erklärte PAGASA eine Wetterstörung 790 km östlich von Mindanao und südwestlich von Yap zum Tropischen Tiefdruckgebiet Butchoy. Etwa zum selben Zeitpunkt wurde das System auch durch die JMA als tropisches Tief klassifiziert. Im Tagesverlauf stufte die JMA das System zum tropischen Sturm hoch und vergab den Namen Rammasun. Der Name Rammasun wurde durch Thailand vorgeschlagen und ist der thailändische Name für den Gott des Donners.
Das System organisierte sich rasch besser und intensivierte sich am 9. Mai zu einem Taifun.
Rammasum verstärkte sich nordwärts wandernd und erreichte am 10. Mai mit zehnminütigen Windgeschwindigkeiten von 105 Knoten und einem Luftdruck von 915 hPa in seinem Inneren seine stärkste Intensität. Einige Stunden später geriet der Sturm über kühleres Wasser und begann mit seiner Abschwächung. Am 12. Mai begann sich der Abwärtstrend des nun nach Nordosten ziehenden Wirbelsturmes zu beschleunigen und die JMA setzte den Status von Rammasum auf einen schweren Tropensturm zurück und das JTWC stellte in seiner an dem Tag ausgegebenen letzten Warnung bereits die Wandlung in ein außertropisches Frontensystem fest. Offiziell wurde Rammasum erst in den frühen Morgenstunden des 13. Mai zu einem Tiefdrucksystem abgestuft, als die JMA ihre letzte Warnung ausgab.
Als außertropischer Sturm verursachte Rammasun an der japanischen Ostküste einen hohen Wellengang und starken bis sehr starken Niederschlag mit Windböen bis zu 83 km/h.

### Schwerer Tropischer Sturm Matmo (Dindo)
Östlich der Philippinen bildete sich am 13. Mai eine tropische Störung. Im Tagesverlauf gab das JTWC einen Tropical Cyclone Formation Alert aus und erklärte das System am nächsten Tag zum Tropischen Tiefdruckgebiet 04W. Am 15. Mai um 12:00 Uhr UTC klassifizierte die JMA das System als Tropischen Sturm und wies den Namen Matmo sowie die Bezeichnung 0803 zu.
In der Nachanalyse durch das RSMC Tokio stellte die JMA fest, dass sich Matmo weiter intensiviert hatte und stufte das System nachträglich zum schweren tropischen Sturm Matmo hoch. Das System schwächte sich ab, als es sich nordwärts von den Philippinen entfernte, und am 17. Mai wurde Matmo außertropisch. Einige Stunden später löste sich Matmo auf.
Der Name Matmo wurde durch die Vereinigten Staaten vorgeschlagen und bedeutet „heftiger Regen“ in Chamorro. PAGASAs Name für das System war „Dindo“. Der Sturm verursachte keine gemeldeten Schäden oder Verluste an Menschenleben.

### Schwerer Tropischer Sturm Halong (Cosme)
Am Morgen des 14. Mai erklärte PAGASA eine tropische Störung westlich der Philippinen zum Tropischen Tiefdruckgebiet Cosme und etwas später gab das JTWC die ersten Warnungen zum System 05W aus, dem die JMA am 16. Mai den Namen Halong zuwies. Dieser Name wurde von Vietnam vorgeschlagen und ist von der Bucht von Halong abgeleitet, einem UNESCO-Welterbe und Touristenziel. Das Tiefdrucksystem intensivierte sich schnell zum schweren tropischen Sturm (zu einem leichten Taifun nach den Kriterien des JTWCs) und erreichte seine höchste Windgeschwindigkeit von 60 Knoten in der Frühe des 17. Mai. Nach dem Landfall im Westen von Pangasinan überquerte Halong den Norden Luzons, wobei sich das System leicht abschwächte. Dort kamen durch die Auswirkungen des Sturms 58 Menschen ums Leben, 43.365 Häuser wurden zerstört und 188.830 beschädigt. Die Schäden, die im Norden Luzons am stärksten waren, summierten sich auf 94 Millionen US-Dollar (2008). Auch die Inseln Mindoro und Panay waren durch die Regenfälle betroffen, die der Sturm in die Region brachte.
Nachdem Halong wieder das offene Wasser erreichte, regenerierte sich das System und erhöhte dabei seine Vorwärtsgeschwindigkeit nach Nordosten. Es erreichte zwar erneut die Intensität eines schweren tropischen Sturms, konnte jedoch seine frühere Stärke nicht zurückzugewinnen. Am 20. Mai gab die JMA die letzte Warnung zu Halong aus.

### Taifun Nakri (Enteng)
Am 25. Mai bildete sich südlich von Guam ein Tiefdruckgebiet, das langsam in westlicher Richtung zog und von der JMA am Tag darauf als schwaches tropisches Tiefdruckgebiet klassifiziert wurde. Am 27. Mai klassifizierte zunächst das JTWC das System als tropisches Tiefdruckgebiet mit der Bezeichnung 06W, die JMA erklärte das System etwa 550 km nördlich von Yap zum Tropischen Sturm Nakri, einen Tag später zum schweren tropischen Sturm.
Zwölf Stunden später erklärte das Joint Typhoon Warning Center 06W zum Taifun. Im Tagesverlauf gewann Nakri noch schneller an Kraft und am 29. Mai hatte der Taifun die Stärke eines Hurrikans der Kategorie 4 der Saffir-Simpson-Hurrikan-Windskala erreicht. Etwa zu diesem Zeitpunkt gelangte das System in den Verantwortungsbereich der philippinischen Meteorologen und PAGASA wies dem Sturm in der Frühe des 30. Mai den Namen Enteng zu. Das System wanderte nordwärts und am 31. begann die Abschwächung. Nach einer kurzen Phase des Wiedererstarkens begann am 2. Juni die Umwandlung zu einem außertropischen Wirbelsturm und sowohl das JTWC als auch die JMA gaben ihre letzten Warnungen zu dem System aus. Der Sturm blieb auf See und verursachte keine Schäden.
Der Name Nakri wurde von Kambodscha vorgeschlagen und bezieht sich auf eine im Land vorkommende Blütenpflanze.

### Taifun Fengshen (Frank)
Am 16. Juni bildete sich östlich von Mindanao ein Tiefdruckgebiet, das zwei Tage später tropische Eigenschaften entwickelte und durch PAGASA den Namen Frank erhielt. Etwa zum selben Zeitpunkt nahm auch die JMA die Ausgabe von Sturmwarnungen zu dem System auf, und das Joint Typhoon Waring Center begann das System 07W zu beobachten. Am 18. Juni hatte sich das Tiefdruckgebiet soweit verstärkt, dass die JMA das System als Tropischen Sturm Fengshen klassifizierte. Der Name Fengshen (chinesisch: 风神) wurde von der Volksrepublik China vorgeschlagen und steht für Gott des Windes. Fengshen war der sechste tropische Wirbelsturm, der 2008 die Philippinen erreichte. Am 19. Juni wurde Fengshen nach einer zuvor raschen Intensivierung zunächst zum schweren tropischen Sturm und schließlich zum Taifun erklärt. War anfänglich noch prognostiziert worden, dass der Sturm vor Erreichen der Philippinen nach Nordosten abdrehen würde, setzte er seinen Weg nach Nordwesten fort. Er zog über Samar und den Golf von Leyte hinweg, drehte aber vor Erreichen von Mindoro aufgrund des schwächer werdenden Hochdruckgebietes im Norden der Philippinen auf die Metropolregion Manila zu und überquerte am 22. Juni Luzon.
Durch Sturzfluten und Erdrutsche – aufgrund der Starkregenfälle – wurden auf den Philippinen mehr als 160 Personen getötet, weitaus mehr Menschen kamen jedoch beim Untergang der MS Princess of the Stars um. Die Fähre lief in der Nähe von Sibuyan auf Grund und kenterte. An Bord der Fähre waren rund 860 Menschen, von denen nur 56 lebend gerettet werden konnten. Anbetracht der Tatsache, dass zu dem Zeitpunkt für Manila immer noch das Sturmsignal Nummer 1 ausgelöst war, warf die Präsidentin der Philippinen, Gloria Macapagal-Arroyo, die Frage auf, „Warum wurde dem Schiff erlaubt, in See zu stechen, und warum gab es keine weitreichende Warnung?“ und verlangte Aufklärung.
In den beiden folgenden Tagen setzte Fengshen seinen Weg durch das Südchinesische Meer in nordwestlicher Richtung fort. Dabei schwächte sich der Sturm ab und die JMA stufte Fengshen zum tropischen Sturm zurück. Am 25. Juni um 4:00 Uhr China Standard Time lag das Sturmzentrum 15 km östlich des Hong Kong Observatorys. Dieses hatte das Signal Nummer Acht aufgezogen, da Fengshen zu diesem Zeitpunkt immer noch die Stärke eines schweren tropischen Sturmes erreichte. Bei Shenzhen in Guangdong gelangte das System über Land. Dort schwenkte das System auf eine nördliche Richtung und verlor rapide an Stärke.

### Tropische Depression Gener
In der Frühe des 4. Juli wies PAGASA einem Tiefdruckgebiet westlich der Philippinen den Namen Gener zu. Das Tief wanderte am nächsten Tag in nordwestlicher Richtung aus dem Verantwortungsgebiet von PAGASA. Durch die JMA wurde das System zwar beobachtet, aber es erreichte nicht die Stärke eines tropischen Sturmes.

### Taifun Kalmaegi (Helen)
Früh am 13. Juli begann die JMA mit der Ausgabe von Warnungen zu einem tropischen Tiefdruckgebiet östlich der Philippinen, dem PAGASA im Tagesverlauf den Namen Helen zuwies und das durch das JTWC als 08W geführt wurde. Mit der Aufstufung zu einem tropischen Sturm vergab das RSMC Tokio den Namen Kalmaegi(갈매기), der durch Nordkorea vorgeschlagen wurde und die koreanische Bezeichnung für eine Seemöwe ist.
Nachdem das System einige Tage östlich von Luzon dahindümpelte, zog es über den Norden der Insel hinweg. Auf den Philippinen kamen durch den Sturm zwei Personen ums Leben und der Sachschaden beläuft sich auf sieben Millionen Pesos. Wieder auf dem offenen Meer beschleunigte sich Kalmaegi in Richtung Taiwan. Am 17. Juli intensivierte Kalmaegi sich rasch und die JMA stufte den Sturm zu einem Taifun hoch.
Um 19:40 Uhr Ortszeit (13:40 Uhr UTC) erreichte der Sturm im Landkreis Yilan den Nordosten Taiwans. Dieser war zu dem Zeitpunkt bereits wieder zum tropischen Sturm zurückgestuft worden. Nach ungefähr zwölf Stunden gelangte das Sturmzentrum in der Taiwanstraße am Morgen des 18. Juli wieder über Wasser. Auf der Insel kamen durch den Sturm mindestens dreizehn Personen ums Leben. In den Bergen im Landkreis Tainan im Süden Taiwans fielen mehr als 1100 mm Niederschlag. Der Sturm verursachte Stromausfälle für mehr als 115.000 Einwohner in Tainan, Nantou, und Taichung. und Schäden in Höhe von dreihundert Millionen Neuen Taiwan-Dollar. In manchen Gegenden fielen bis zu 1100 mm Regen. Der Sturm verursachte in der Landwirtschaft Schäden 16 Millionen US-Dollar und zerstörte die Ernte auf etwa 5100 Hektar.

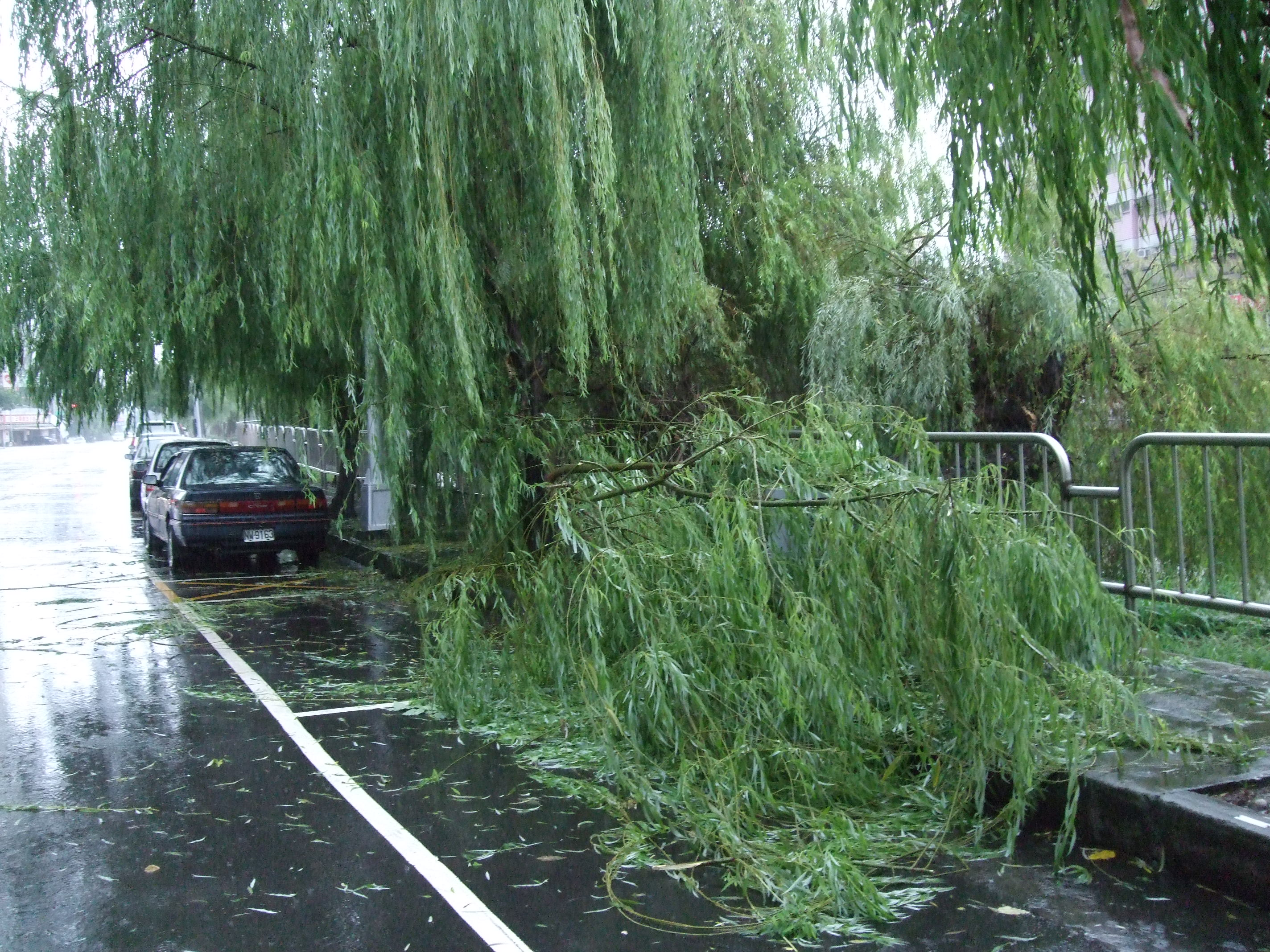
Umgestürzter Baum in Taichung, Taiwan.

Mindestens 19 Personen verloren auf der Insel durch die Auswirkungen des Sturmes ihr Leben. Wieder über Wasser nahm der Sturm Kurs auf den Südosten des chinesischen Festlandes. Das Sturmzentrum überquerte die Küstenlinie um 17:50 Uhr Ortszeit (9:50 Uhr UTC) in der Provinz Fujian mit Windgeschwindigkeiten von 145 km/h. In der Provinz und der Nachbarprovinz Zhejiang wurden 360.000 Bewohner in Sicherheit gebracht. Kalmaegi zog über die Küstenprovinzen nach Nordosten und gelangte wieder über Wasser. Als minimaler tropischer Sturm überquerte Kalmaegi das Gelbe Meer und wurde am 20. Juli von der JMA zum außertropischen Resttief abgestuft, als das System bereit über Nordkorea war.

### Taifun Fung-wong (Igme)
Am 23. Juli begann die JMA mit der Ausgabe von Warnungen zu einem tropischen Tiefdruckgebiet östlich der Philippinen, dem PAGASA später der Namen Igme zuwies und vom JTWC als 09W geführt wurde. Am 25. Juli wurde das System durch das RSMC Tokio zum tropischen Sturm aufgestuft und der Name Fung-wong zugeteilt. Der Name wurde von Hongkong vorgeschlagen und ist im Kantonesischen die Bezeichnung für einen Phönix. Am 26. Juli hatte sich der Sturm zu einem schweren tropischen Sturm intensiviert. Fung-Wong zog am 28. Juli als Taifun über Taiwan hinweg und gelangte über die Formosastraße. Der Sturm traf in der Volksrepublik China nach Angaben von Xinhua um 10 Uhr Ortszeit (14:00 UTC) bei Fuzhou mit Windgeschwindigkeiten um 155 km/h auf das Festland.
Auf Luzon – insbesondere im Großraum Manila – verursachte der Sturm teilweise heftige Niederschläge, die zu Erdrutschen und Sturzfluten führten. Auf dem chinesischen Festland wurden 338.000 Bewohner in Sicherheit gebracht und eine Person kam sturmbedingt ums Leben.

### Schwerer Tropischer Sturm Kammuri (Julian)
Am 3. August wies PAGASA einer tropischen Störung nördlich von Luzon den Namen Julian zu, die Bezeichnung des Joint Typhoon Warning Centers war 10W. Das System wurde von der Japan Meteorological Agency zunächst als tropisches Tiefdruckgebiet beobachtet wurde. Am 5. August stufte das RSMC Tokio das System zum Tropischen Sturm Kammuri hoch; PAGASA und das JTWC hatten die stärkere Intensität schon einen Tag früher konstatiert. Der Name Kammuri war durch Japan eingereicht worden. Der Sturm nahm Kurs auf das chinesische Festland und intensivierte sich zum schweren tropischen Sturm. Nachdem Kammuri im Westen der Provinz Guangdong etwa um 12:00 Uhr UTC am 6. August auf die Küste traf, verlor das System an Stärke. Am 6. August stufte die JMA Kammuri über Land zum tropischen Sturm zurück, das Joint Typhoon Warning Center gab seine letzte Warnung zum System aus. Zwar gelangt der Sturm in der Frühe des darauffolgenden Tages gelangte im Golf von Tonkin noch einmal über Wasser, konnte sich jedoch nicht mehr wesentlich verstärken. Bei seinem zweiten Landfall überquerte der Sturm die Küstenlinie am 7. August im Autonomen Gebiet Guangxi. Kammuri schwächte sich über Land zu einem Tiefdruckgebiet ab.

### Schwerer Tropischer Sturm Phanfone
Am Abend des 9. August begann die Japan Meteorological Agency (JMA) mit der Ausgabe von vollwertigen Warnungen vor einem tropischen Tiefdruckgebiet im Beringmeer östlich von Japan. Am nächsten Morgen hatte sich das System zu einem tropischen Sturm intensiviert und die JMA wies den Namen Phanfone zu. Das System wanderte nordwärts und erreichte am Abend des 10. August seine größte Intensität, bereits zum außertropischen System übergehend. Am Morgen des 11. August hatte der Sturm seine tropischen Eigenschaften völlig verloren und die JMA gab die letzte Warnung aus. In der Nachanalyse stufte die JMA Phanfone zu einem schweren tropischen Sturm hoch. Vom Joint Typhoon Warning Center wurde Phanfone nicht als tropisches System geführt.
Der Name Phanfone wurde von Laos vorgeschlagen und ist der Name eines Tieres.

### JTWC Tropischer Sturm 11W
Am Morgen des 12. August identifizierte die JMA ein schwaches tropisches Tiefdruckgebiet nordwestlich der Ryūkyū-Inseln, dem das Joint Typhoon Warning Center am 13. August die Bezeichnung 11W zugewiesen wurde. Am 14. August näherte sich das Tiefdruckgebiet mit Windgeschwindigkeiten von 55 km/h Korea. Das JTWC gab am Nachmittag seine letzte Warnung aus, da aufgrund der Wechselwirkungen durch das Festland die Intensität des Sturmes zurückging. Die JMA stellte ihre Warnungen zu dem System am nächsten Tag ein, ohne dass sie das System als tropischer Sturm klassifiziert.

### Schwerer Tropischer Sturm Vongfong
Am Abend des 14. August begann die JMA mit der Ausgabe von Warnungen auf ein tropisches Tiefdruckgebiet südlich des Inselstaates (das JTWC wies dem System die Bezeichnung 12W zu). Am nächsten Tag näherte sich das System Japan, und die JMA stufte das System zum Tropischen Sturm Vongfong hoch. Am 16. August begann die Transition in ein außertropisches Tief, und am nächsten Tag stellte die JMA ihre Warnungen ein.

### Taifun Nuri (Karen)
Nuri, vom JTWC als 13W geführt, begann seine Existenz östlich der Philippinen am 17. August und am nächsten Tag wurde das System durch die JMA als tropischer Sturm mit einem Namen versehen. Der Name Nuri wurde von Malaysia vorgeschlagen und ist die Bezeichnung für eine langschwänzige Papageienart. In der Folge entwickelte sich das System recht schnell zu einem schweren tropischen Wirbelsturm, dem noch am selben Tag sowohl durch PAGASA als auch durch das JTWC der Status eines Taifuns zugesprochen wurde. Nachdem der Sturm die philippinische Küste erreicht hatte, zog er über den Norden von Luzon hinweg, wobei seine Auswirkungen 12 Personen töteten und einen Schaden von 461,3 Millionen PHP bewirkten.
Nuri zog über den Babuyan-Kanal hinweg und nahm dann Kurs auf Hongkong und die Volksrepublik China. Der Taifun schwächte sich bei der Annäherung auf das chinesische Festland ab; die JMA stufte Nuri aber erst nach einem direkten Treffer auf Hongkong am nächsten Morgen zu einem tropischen Sturm zurück. Über dem chinesischen Festland ging die Intensität des Sturmes zurück, und am 23. August gab die JMA ihre letzte Warnung aus.

### JTWC Tropischer Sturm 14W (Lawin)
Am 24. August entwickelte sich eine tropische Störung östlich von Luzon, die am nächsten Morgen von PAGASA als Tropisches Tiefdruckgebiet Lawin klassifiziert wurde. Durch die JMA wurde das System zunächst nicht als tropisches Tiefdruckgebiet geführt, auch das JTWC wies erst einen Tag später auf die Bildung eines tropischen Wirbelsturmes hin. Zu diesem Zeitpunkt zog PAGASA für Teile Luzons das Signal Nummer 1 auf, was auf eine innerhalb von 24 Stunden bevorstehende Gefahr durch Windgeschwindigkeiten von 30 bis 60 km/h
hinweist. Sowohl die JMA als auch das JTWC nahmen im Verlauf des 25. Augusts die Ausgabe vollwertiger Warnungen auf und das JTWC in Pearl Harbor setzte die Intensität von 14W zu einem tropischen Sturm hoch, obwohl weder die JMA noch PAGASA eine solche Intensivierung nachvollzogen, und mit der nächsten Aktualisierung nahm das JTWC die Intensität des Systems zum tropischen Tief zurück. Das Regional Specialized Meteorological Centre beendete die Ausgabe von Sturmwarnungen einige Stunden später, weil das System nicht mehr als tropisches Tiefdrucksystem beurteilt wurde.

### Taifun Sinlaku (Marce)
Am 8. September begann die JMA mit der Ausgabe von Warnungen vor einem tropischen Tiefdruckgebiet nördlich von Manila, dem PAGASA den Namen Marce und das JTWC die Bezeichnung 15W zuordnete. Im Tagesverlauf verstärkte sich das System zum Tropischen Sturm Sinlaku. Am nächsten Tag verstärkte sich Sinlaku zunächst zum schweren tropischen Sturm und dann zu einem Taifun, der am 10. September einminütige Windgeschwindigkeiten von 230 km/h erreichte. Im Verlauf des 11. Septembers durchlief Sinlaku eine Zyklische Eyewall-Neubildung und verlor dabei an Intensität. Mit einer Windgeschwindigkeit von 165 km/h zog der Taifun am 13. September über die Küste Taiwans. Beim Überqueren der Insel drehte Sinlaku nach Nordosten und nahm Kurs auf Japan. Dabei schwächte sich das System ab, sodass die JMA Sinlaku am Morgen des 16. September zunächst zu einem tropischen Sturm zurückstufte, aber im Tagesverlauf Sinlaku erneut als schweren tropischen Sturm bezeichnete. In den darauffolgenden Tagen ging die Intensität des Sturmes kontinuierlich zurück und am 21. September gab die JMA die letzte Warnung zu Sinlaku aus, weil das System vollständig in ein außertropisches Tiefdruckgebiet übergegangen war.

### JTWC Tropischer Sturm 16W
Am späten 8. September bildete sich südöstlich von Japan eine tropische Störung, die sich am Nachmittag des nächsten Tages zu einem tropischen Tiefdruckgebiet entwickelte und Windgeschwindigkeiten von 25 Knoten erreichte. Trotzdem wies das JTWC dem System erst am Morgen des 10. September die Bezeichnung 16W zu, als das System bereits die Stärke eines tropischen Sturmes erreichte. Einige Stunden später stufte Honolulu des Sturm zu einem Tiefdruckgebiet zurück, um ihn einige weitere Stunden später erneut zum tropischen Sturm zu erklären. Am nächsten Tag setzte das JTWC den Sturm erneut zurück, da dieser die Transition in ein außertropisches System begonnen hatte und als das System einige Stunden später in den Einfluss der baroklinischen Zone gelangte, gab das JTWC die letzte Warnung zu diesem System aus. Durch das RSMC Tokio wurde dieses System nicht als tropisches Tiefdrucksystem geführt.

### JTWC Tropischer Sturm 17W
Die Japan Meteorological Agency begann am 13. September mit der Beobachtung eines tropischen Tiefdruckgebietes östlich von Japan, ohne es als vollwertiges System zu klassifizieren, da es nur Windgeschwindigkeiten von etwa 25 Knoten erreichte. Am folgenden Vormittag wies das JTWC dem System die Bezeichnung 17W zu. Zu diesem Zeitpunkt hatte bereits die Transition zu einem außertropischen System begonnen, sodass dieser Warnung des JTWC keine weitere folgte.

### Taifun Hagupit (Nina)
Am 14. September bildete sich nordöstlich von Guam eine tropische Störung, die sich in den weiteren Tagen langsam entwickelte und von der Japan Meteorological Agency (JMA) ab dem 17. September als tropisches Tiefdruckgebiet beobachtet wurde. An diesem Tag löste auch das Joint Typhoon Warning Center (JTWC) einen Tropical Cyclone Formation Alert aus, und am Abend des 18. Septembers wies Pearl Harbor dem System die Bezeichnung 18W zu. In der Frühe des 19. Septembers begann die JMA mit der Ausgabe von vollwertigen Sturmwarnungen. Zu diesem Zeitpunkt gelangte das System in den Verantwortungsbereich von PAGASA und wurde da als Nina geführt. Einige Stunden später erfolgte die Aufstufung des Systems zu einem tropischen Sturm, und das Regional Specialized Meteorological Center machte aus diesem System durch die Vergabe des Namens Hagupit den 14. benannten tropischen Sturm der Saison. Bis zum nächsten Morgen intensivierte Hagupit in einen schweren tropischen Sturm, der im Tagesverlauf die Intensität eines Kategorie-3-Taifuns nach der Saffir-Simpson-Hurrikan-Windskala erreichte. Zum Zeitpunkt seiner größten Stärke erreichte Hagupit eine zehnminütige Windgeschwindigkeit von 165 km/h. Das System gelangte in dieser Stärke am nächsten Tag über Land und begann mit seiner Auflösung, sodass die JMA am 24. September die letzte Warnung zu diesem System ausgab.

### Taifun Jangmi (Ofel)
Am 23. September erkannten JMA und JTWC eine Störung östlich der Philippinen als tropisches Tiefdruckgebiet, dem das JTWC die Bezeichnung 19W zuwies. Am 24. September hatte sich das System soweit intensiviert, dass die JMA das System als Tropischen Sturm Jangmi mit der internationalen Ordnungsnummer 0815 bezeichnete. Im Verantwortungsbereich von PAGASA erhielt das System den Namen Ofel.
Am 25. September intensivierte sich der Sturm zu einem Taifun und einen Tag später berichtete das JTWC Windgeschwindigkeiten von 165 km/h. Während des Nachmittags beobachtete die JMA eine Intensivierung, das JTWC korrigierte seine Einschätzung erst mit der nächsten Warnung. Operativ war die Spitzenwindgeschwindigkeit von Jangmi nach den Kriterien des JTWC, das einminütige Windmessungen zugrunde legt, 215 km. Bei der Nachanalyse stellte das JTWC den Zeitpunkt des Höhepunktes für den 27. September um 6:00 Uhr UTC fest, als der Sturm kurz vor dem Erreichen Taiwans Winde von 145 Knoten (270 km/h) aufwies, und somit wäre Jangmi der einzige tropische Wirbelsturm, der 2008 die Kategorie 5 der Saffir-Simpson-Hurrikan-Windskala erreichte.

### Tropischer Sturm Mekkhala
Am 25. September bildete sich südlich von China im Golf von Tonkin eine tropische Störung, die sich über die nächsten beiden Tage kontinuierlich verstärkte und von der JMA am Abend des 27. Septembers als tropisches Tiefdruckgebiet klassifiziert wurde, dem vom JTWC die Bezeichnung 20W zugewiesen wurde. Am 28. September intensivierte sich das Tief zu einem tropischen Sturm, dem die JMA den Namen Mekkhala zuwies. Zwei Tage später, am 30. September zog der Sturm über Land und die JMA stufte das System in der letzten Warnung zu einem tropischen Tiefdruckgebiet ab.
Mekkhala war für den Tod von mindestens 21 Personen verantwortlich, der Sachschaden wird auf 6,6 Millionen US-Dollar angenommen.

### Tropischer Sturm Higos (Pablo)
Am 27. September bildete sich in der Philippinensee östlich von Mindanao eine tropische Störung. Am nächsten Tag löste das JTWC einen TCFA auf das System aus. In der Frühe des 29. September wies die Japan Meteorological Agency die Störung als tropisches Tiefdruckgebiet aus; PAGASA benannte das System im Tagesverlauf Pablo und das JTWC wies die Bezeichnung 21W zu. Sowohl JTWC als auch JMA stuften das Tiefdruckgebiet am 30. September zum tropischen Sturm hoch, dem die JMA den Namen Higos zuteilte. Higos zog nach Nordwesten und gelangte am 1. Oktober im Osten der Philippinen über die Insel Samar hinweg. Higos überquerte die Philippinen als tropischer Sturm – obwohl PAGASA das System zu einem Tief abstufte – über den Großteil des Tages, bis der Sturm wieder über offenes Wasser gelangte. Auch das JTWC nahm die Intensität von Higos zurück, die JMA beließ Higos unverändert als tropischen Sturm. Als sich Higos dem Festland Chinas näherte, veränderte der Sturm plötzlich seine Richtung und lief an der Nordostküste der Insel Hainan entlang, in deren Norden er am 4. Oktober um 2:00 Uhr Ortszeit über Land gelangte. Über Land schwächte sich Higos ab und die JMA gab die letzten Warnungen aus.

### JTWC Tropischer Sturm 22W
Am 13. Oktober beobachtete die Japan Meteorological Agency ein Tiefdruckgebiet im Golf von Tonkin. Der Wind in diesem System erreichte eine Windgeschwindigkeit von 25 Knoten. Sowohl die China Meteorological Administration als auch das Hong Kong Observatory erklärten das System, das auf den Norden Vietnams zu zog, für tropisch. Am 14. Oktober hatte sich der Wind auf 30 Knoten verstärkt. Das Joint Typhoon Warning Center begann mit der Ausgabe von Warnungen und klassifizierte das Tiefdruckgebiet am Abend des 14. Oktober als Tropischen Sturm 22W und prognostizierte eine weitere Intensivierung. Entgegen den Voraussagen intensivierte sich das System jedoch nicht. Es zog am 15. Oktober über den Norden Vietnams hinweg und löste sich am 16. August auf, bevor es die Grenze zu Laos erreichte.

### Tropischer Sturm Bavi
Am 18. Oktober bildete sich südöstlich von Japan ein tropisches Tiefdruckgebiet. Es sich schnell zu einem tropischen Sturm verstärkte, dem die JMA den Namen Bavi gab. Bavi intensivierte sich weiter und erreichte Windgeschwindigkeiten von 80 km/h. Der Sturm wurde dann am 21. Oktober jedoch außertropisch und jagte in Richtung Alaska davon.

### Schwerer Tropischer Sturm Maysak (Quinta-Siony)
Am 5. November bildete sich in der Philippinensee nordöstlich von Zamboanga eine tropische Störung, dessen Aussichten auf eine Intensivierung durch das JTWC zunächst als schlecht beurteilt wurden. PAGASA stufte am Tag darauf das System als tropisches Tiefdruckgebiet ein und vergab den Namen Quinta. Erst einige Stunden später klassifizierte Honolulu das System und wies die Bezeichnung 24W zu.
Als das System sich am 12. November zu einem Tiefdruckgebiet abschwächte, stellte PAGASA seine Warnungen zunächst ein, um einige Stunden später das System mit dem neuen Namen Siony zu taufen. Wiederum einige Stunden später stellte PAGASA die Sturmwarnungen erneut ein, weil der Sturm aus dem Verantwortungsbereich des philippinischen Wetterdienstes entschwand.

### Tropische Depression Rolly
Am 6. November bildete sich in der Philippinensee östlich von Zamboanga eine tropische Störung. Das Joint Typhoon Warning Center stellte am nächsten Tag fest, dass die Chancen für eine Intensivierung der Störung innerhalb von vierundzwanzig Stunden zu einem tropischen Zyklon gut waren und im Tagesverlauf klassifizierte PAGASA die Störung als Tropische Depression Rolly. Gleichzeitig wurden für Teile von Mindanao und Visayas das Signal Nr. 1 gesetzt. Als Rolly über die Philippinen hinweg zog, wurden die Warnsignale angepasst; auf Mindanao und Visayas wurden sie am Abend des 8. Novembers aufgehoben, während gleichzeitig in Teilen von Luzon das Signal Nr. 1 aufgezogen wurde. Alle Warnsignale wurden am 9. November zurückgenommen, da sich Rolly über Palawan zu einem Tiefdruckgebiet abgeschwächt hatte. Das JTWC erklärte das System an diesem Vormittag als aufgelöst.

### Tropischer Sturm Haishen
Am 15. November bildete sich südlich von Japan ein tropisches Tiefdruckgebiet, dass im Tagesverlauf durch die JMA zum Tropischen Sturm Haishen aufgestuft wurde. Dieser ging am 17. November in eine außertropische Zyklone über, sodass die JMA an dem Tag die letzte Warnung vor dem System ausgab.

### Tropischer Sturm Noul (Tonyo)
Am 12. November bildete sich östlich von Mindanao ein Tiefdruckgebiet, dessen Aussichten auf eine Intensivierung in einen tropischen Zyklon innerhalb von vierundzwanzig Stunden das JTWC als schlecht beurteilte. PAGASA wies am nächsten Tag den Namen Tonyo zu. Am 16. November klassifizierte das JTWC das System als Tropisches Tiefdrucksystem 26W und später klassifizierte die JMA das Tiefdruckgebiet als Tropischen Sturm Noul. Zunächst war eine Zugbahn errechnet worden, die das System über den Isthmus von Kra in den nördlichen Indik geführt hätte, aber das System zog weiter nördlich als erwartet. Am 17. November löste sich Noul über Kambodscha auf und die JMA gab die letzte Sturmwarnung aus. In Vietnam kam es in einigen Provinzen zu Überschwemmungen, Personenschäden wurden jedoch nicht gemeldet.

### Taifun Dolphin (Ulysses)
Dolphin war zunächst ein Konvektionsgebiet, das sich am 7. Dezember Schwanzende einer Scherlinie gebildet hatte. Am 8. Dezember entwickelte das System mehr tropische Eigenschaften und wurde von der JMA deswegen als tropisches Tiefdruckgebiet klassifiziert. Während der folgenden Tage zog das System langsam westwärts, das am 12. Dezember von der JMA zum tropischen Sturm hochgestuft wurde und den Namen Dolphin erhielt. Der Name war von Hongkong vorgeschlagen worden. Im Tagesverlauf gelangte der Sturm in das Verantwortungsgebiet von PAGASA und erhielt dort den Namen Ulysses, das JTWC führt das System als 27W. Dolphin intensivierte sich am 15. Dezember zum Taifun, der einen Tag später von der JMA zum schweren tropischen Sturm zurückgestuft wurde. Am 18. Dezember erfolgte der Übergang in eine außertropische Zyklone und die letzten Warnungen wurden ausgegeben.

## Andere Stürme

### CPHC Tropische Depression Kika
Das Resttief des Tropischen Sturms Kika wanderten am 14. August über die Datumsgrenze und entwickelten sich zu einem tropischen Tiefdruckgebiet, obwohl die maximalen andauernden einminütigen Winde nur eine Geschwindigkeit von etwa 35 km/h erreichten. Am 15. August schwächte sich das System kurz zu einer tropischen Störung ab und wurde dann wieder zum Tiefdruckgebiet. Am 16. August löste es sich über dem offenen Wasser auf.

## Sturmnamen
Tropische Wirbelstürme im westlichen Pazifischen Ozean werden durch das RSMC Tokyo-Typhoon Center der Japan Meteorological Agency benannt. Die Namen werden von der folgenden Liste genommen, die nicht jährlich wechselt, sondern die Namen werden der Reihe nach verwendet und beim Erreichen des Listenendes ist der nächste zu verwendende Name der erste Name der Liste. Diese Namen wurden durch die Mitglieder des ESCAP/WMO Typhoon Committees vorgeschlagen, mit Ausnahme Singapurs. Diese 13 Nationen oder Gebiete, einschließlich Mikronesiens, haben jeweils zehn Namen eingereicht, die in alphabetischer Reihenfolge des Namens dieser Komiteemitglieder in der englischen Schreibweise reihum geordnet werden. Diese Liste ist identisch mit der während der pazifischen Taifunsaison 2007 verwendeten Liste, mit Ausnahme der Namen Sanba, Maliksi, Son Tinh, Leepi und Mangkhut, die jeweils Chanchu, Bilis, Saomai, Xangsane und Durian ersetzt haben. Der erste benannte Sturm der Saison hatte den Namen Neoguri. Dieser Name wurde so das erste Mal verwendet, da die Schreibweise 2002 noch Noguri lautete. Der dritte, zwölfte und einundzwanzigste Sturmname der Saison wurden ebenfalls das erste Mal verwendet, da diese Namen die nach der Saison 2002 gestrichenen Namen Chataan, Rusa und Pongsona ersetzten. Auch Jangmi wurde erstmals so verwendet, da dieser Name 2002 als Changmi falsch geschrieben war. Die folgenden Namen wurden für benannte Stürme benutzt:
Neoguri, Rammasun, Matmo, Halong, Nakri, Fengshen, Kalmaegi, Fung-wong, Kammuri, Phanfone, Vongfong, Nuri, Sinlaku, Hagupit, Jangmi, Mekkhala, Higos, Bavi, Maysak, Haishen, Noul, Dolphin,

### Namen der Philippinen
Durch die Philippine Atmospheric, Geophysical and Astronomical Services Administration (PAGASA) wird ein eigenes System der Namensvergabe verwendet, nach dem Stürme benannt werden, die sich im Verantwortungsbereich von PAGASA bilden oder in dieses Gebiet hineinwandern. Diese Namenslisten werden alle vier Jahre wieder verwendet. Die Namen Ulysses, Vicky und Warren ersetzen ab diesem Jahr die Namen Unding, Violeta und Winnie. Außerhalb der Philippinen finden diese Namen keine Verwendung. Die folgenden Namen wurden für benannte Stürme benutzt:
Ambo, Butchoy, Cosme, Dindo, Enteng, Frank, Gener, Helen, Igme, Julian, Karen, Lawin, Marce, Nina, Ofel, Pablo, Quinta, Rolly, Siony, Tonyo, Ulysses
PAGASA gab am 27. Juni bekannt, aufgrund der Zerstörungen den Namen Frank von der Liste zu streichen.